# Elton Julian
Elton Julian (ur. 16 sierpnia 1974 roku w Las Palmas de Gran Canaria) – amerykański kierowca wyścigowy pochodzący z Ekwadoru.

## Kariera
Julian rozpoczął karierę w wyścigach samochodowych w 1991 roku od startów w Brytyjskiej Formule 3, gdzie jednak nie zdobywał punktów. Rok później w tej samej serii był już ósmy. W późniejszych latach pojawiał się także w stawce Masters of Formula 3, Firestone Indy Lights Championship, Francuskiej Formuły 3, Formuły 3000, IMSA World Sports Car Championship, Europejskiej Formuły Opel, Toyota Atlantic Championship, 24-godzinnego wyścigu Le Mans, American Le Mans Series, Le Mans Series, FIA World Endurance Championship oraz Liqui Moly Bathurst 12 Hour.
W Formule 3000 Amerykanin startował w latach 1994, 1996. W pierwszym sezonie startów w żadnym z trzech wyścigów, w których wystartował, nie zdobywał punktów. Dwa lata później Julian zakończył sezon z dorobkiem dwóch punktów. Dało mu to trzynaste miejsce w końcowej klasyfikacji kierowców.